# Oostenrijks voetbalkampioenschap 1915/16
1915/16 was het 5de seizoen in de Oostenrijkse competitie, ingericht door de NÖFV (Niederösterreichische Fußballverband). De competitie stond enkel open voor clubs uit de hoofdstad Wenen en voorsteden daarvan.

## Wiener 1. Klasse
Tien clubs streden om de landstitel, ze troffen elkaar tweemaal. Door de Eerste Wereldoorlog vond er geen promotie en degradatie plaats.
| Pl. | Club                   | Wed | W  | G | V  | DS    | Ptn |
| --- | ---------------------- | --- | -- | - | -- | ----- | --- |
| 1.  | SK Rapid Wien          | 18  | 15 | 1 | 2  | 87:26 | 31  |
| 2.  | Floridsdorfer AC       | 18  | 14 | 1 | 3  | 51:18 | 29  |
| 3.  | Wiener Associations FC | 18  | 12 | 2 | 4  | 65:24 | 26  |
| 4.  | Wiener AC (M)          | 18  | 12 | 2 | 4  | 64:35 | 26  |
| 5.  | SpC Rudolfshügel       | 18  | 10 | 2 | 6  | 54:39 | 22  |
| 6.  | SC Wacker Wien         | 18  | 6  | 6 | 6  | 28:34 | 18  |
| 7.  | Wiener Amateur SV      | 18  | 6  | 2 | 10 | 23:46 | 14  |
| 8.  | Wiener Sport-Club      | 18  | 3  | 1 | 14 | 28:49 | 7   |
| 9.  | 1. Simmeringer SC      | 18  | 2  | 0 | 16 | 18:91 | 4   |
| 10. | ASV Hertha Wien        | 18  | 1  | 1 | 16 | 12:68 | 3   |

- Kampioenenploeg: Josef Koceny, Franz Leuthe, Josef Herschl - Franz Balzer, Willibald Stejskal, Robert Cimera, Fritz Brandstätter, Josef Lukaschovsky, Oskar Krampf, Eisler, Karl Harmer, Sickerl, Otto Eisenschimmel, Josef Brandstätter, Josef Klima, Knechtle, Gustav Putzendopler, Karl Jech, Johann Frassl, Rudolf Rupec, Karl Wondrak, Leopold Nitsch, Franz Kuba, Josef Hagler, Oswald, Leopold Grundwald, Heinrich Körner, Ferdinand Swatosch, Eduard Bauer, Richard Kuthan, Gustav Wieser - Trainer: Dionys Schönecker

## Wiener 2. Klasse
| Pl. | Club               | Wed | W | G | V | DS    | Ptn |
| --- | ------------------ | --- | - | - | - | ----- | --- |
| 1.  | SC Red Star Wien   | 10  | 6 | 4 | 0 | 19:10 | 16  |
| 2.  | SC Donaustadt      | 10  | 6 | 2 | 2 | 25:9  | 14  |
| 3.  | SK Admira Wien     | 10  | 5 | 3 | 2 | 24:11 | 13  |
| 4.  | Nußdorfer AC       | 10  | 3 | 2 | 5 | 13:22 | 8   |
| 5.  | SC Ober-Sankt Veit | 10  | 2 | 0 | 8 | 7:25  | 4   |
| 6.  | SK Slovan Wien     | 10  | 2 | 1 | 7 | 11:22 | 3   |

1911/12 · 1912/13 · 1913/14 · 1914/15 · 1915/16 · 1916/17 · 1917/18 · 1918/19 · 1919/20 · 1920/21 · 1921/22 · 1922/23 · 1923/24 · 1924/25 · 1925/26 · 1926/27 · 1927/28 · 1928/29 · 1929/30 · 1930/31 · 1931/32 · 1932/33 · 1933/34 · 1934/35 · 1935/36 · 1936/37 · 1937/38 · 1938/39 · 1939/40 · 1940/41 · 1941/42 · 1942/43 · 1943/44 · 1944/45 · 1945/46 · 1946/47 · 1947/48 · 1948/49 · 1949/50 · 1950/51 · 1951/52 · 1952/53 · 1953/54 · 1954/55 · 1955/56 · 1956/57 · 1957/58 · 1958/59 · 1959/60 · 1960/61 · 1961/62 · 1962/63 · 1963/64 · 1964/65 · 1965/66 · 1966/67 · 1967/68 · 1968/69 · 1969/70 · 1970/71 · 1971/72 · 1972/73 · 1973/74 · 1974/75 · 1975/76 · 1976/77 · 1977/78 · 1978/79 · 1979/70 · 1980/81 · 1981/82 · 1982/83 · 1983/84 · 1984/85 · 1985/86 · 1986/87 · 1987/88 · 1988/89 · 1989/90 · 1990/91 · 1991/92 · 1992/93 · 1993/94 · 1994/95 · 1995/96 · 1996/97 · 1997/98 · 1998/99 · 1999/00 · 2000/01 · 2001/02 · 2002/03 · 2003/04 · 2004/05 · 2005/06 · 2006/07 · 2007/08 · 2008/09 · 2009/10 · 2010/11 · 2011/12 · 2012/13 · 2013/14 · 2014/15 · 2015/16 · 2016/17 · 2017/18 · 2018/19 · 2019/20 · 2020/21 · 2021/22 · 2022/23